# Cotón de Tulear

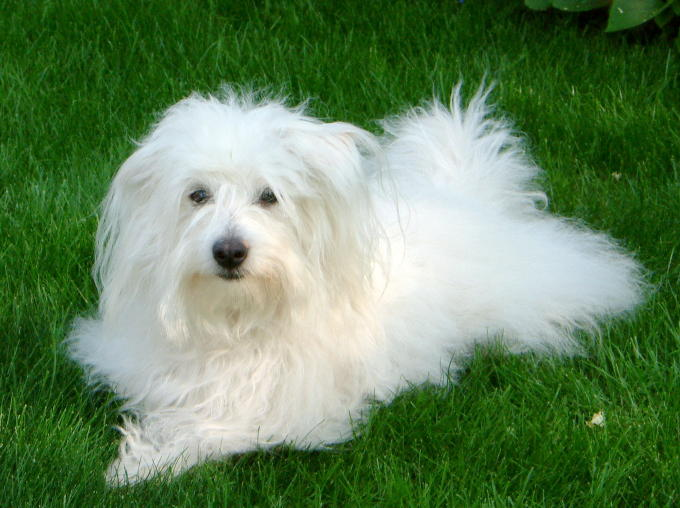
Cotón de Tulear

El Cotón de Tuléar es una raza de perro miniatura cuyo nombre proviene de la provincia de Toliara, en el sur de Madagascar y por su manto de textura similar al algodón.

## Descripción
Normalmente tiene un manto de pelo muy suave comparable a una bola de algodón, una trufa prominente y negra, ojos grandes y expresivos y patas cortas con una cola rizada hacia arriba sobre su propio lomo.
El manto es aceptable por las federaciones caninas en tres colores: blanco (a veces con marcas de color cobre), blanco y negro y tricolor.
El estándar de la Federación Cinológica Internacional establece un peso de entre 4 y 6 kg para los machos y entre 3,5 y 5 kg para las hembras y una altura a la cruz de 25-30 cm y 22 a 27 cm respectivamente, aunque el estándar del "Coton de Tulear Club of America" especifica otros pesos y tamaños.

## Imágenes

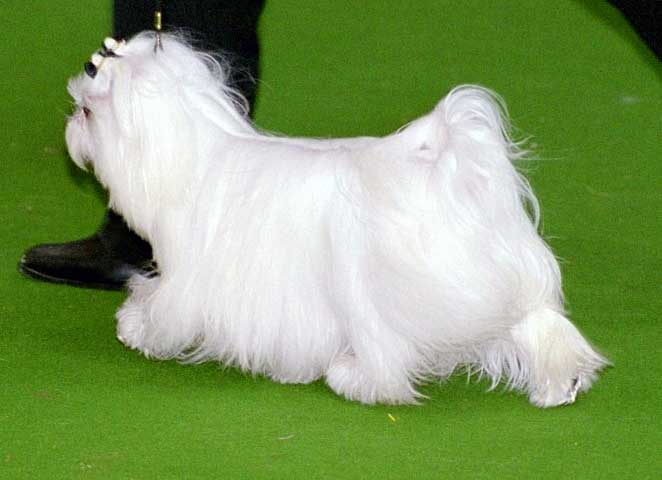
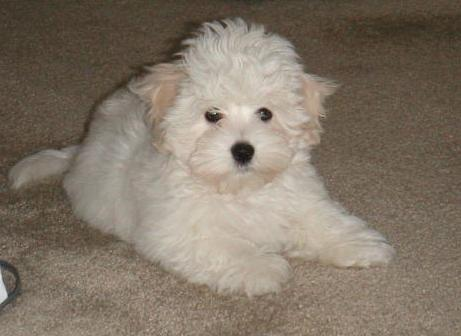
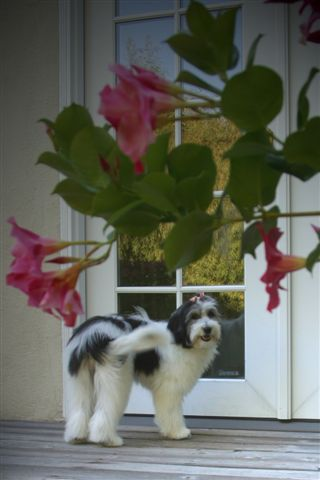
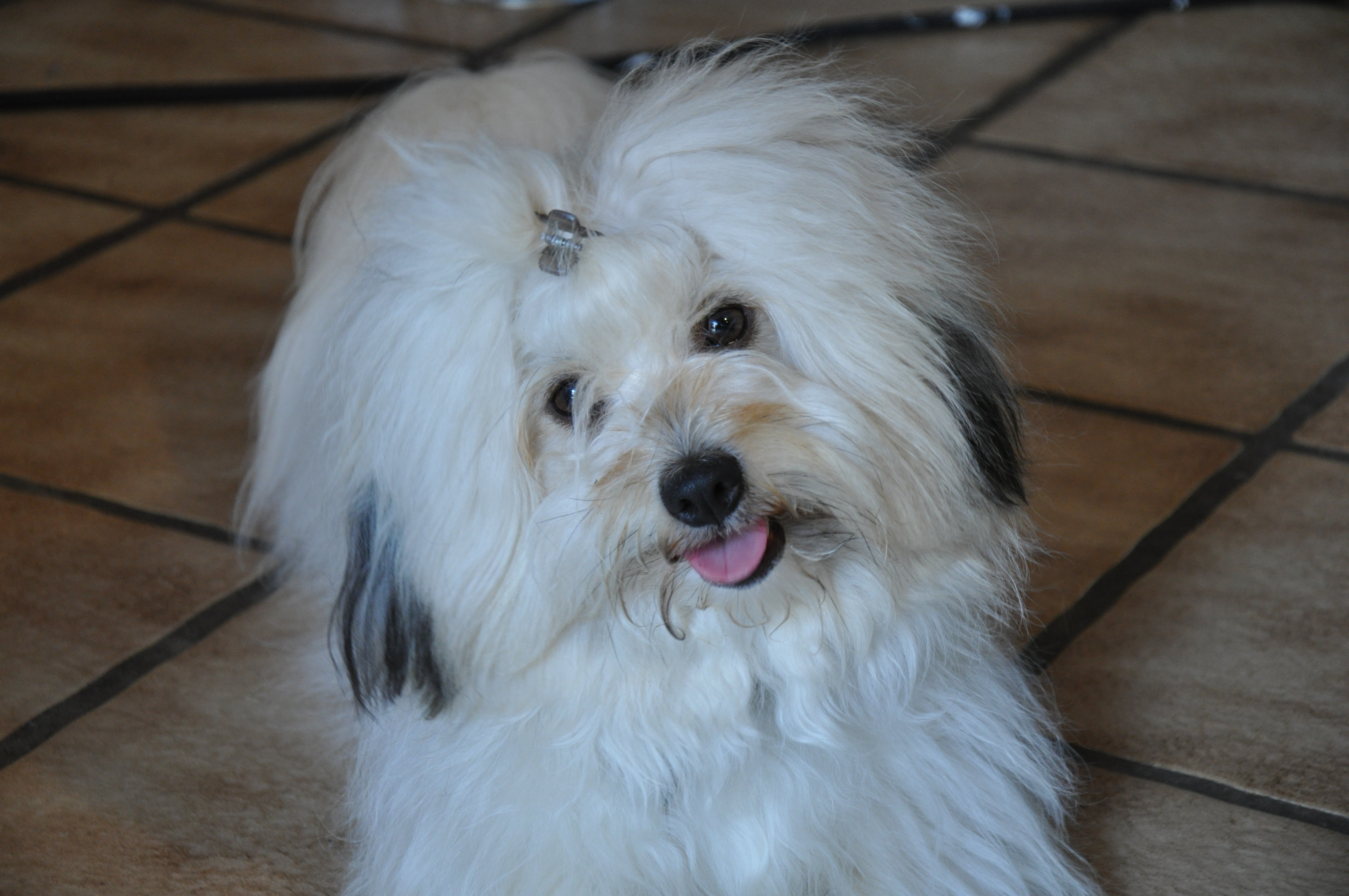
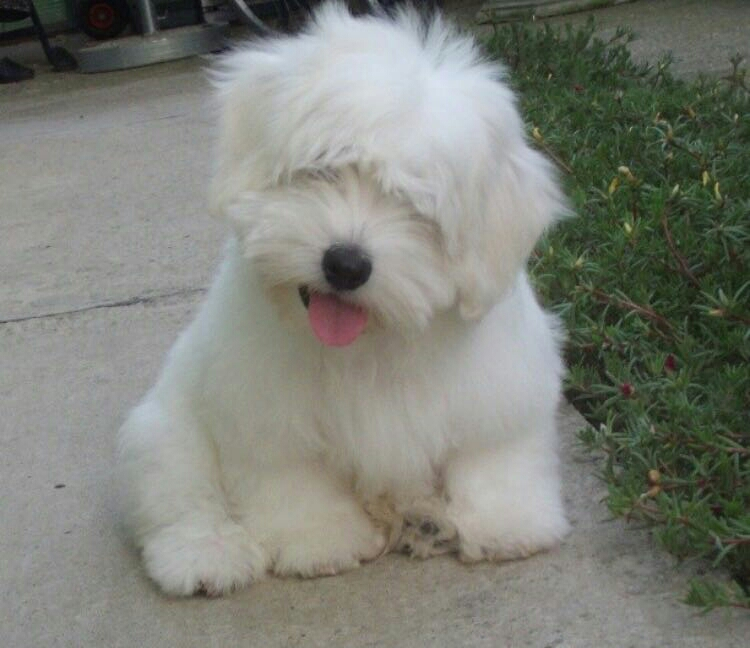